# Copa do Mundo de Críquete de 2023
A Copa do Mundo de Críquete de 2023 (em inglês: 2023 ICC Cricket World Cup) foi a décima terceira edição deste torneio, cuja realização e administração está a cargo do Conselho Internacional de Críquete (em inglês: International Cricket Council - ICC).  O país que sediou este evento foi a Índia.
Curiosamente, esta foi a primeira vez na qual a Índia sediou esta competição integralmente em seu território. Nas três edições anteriores nas quais recebeu este evento, os indianos foram sedes em conjunto com outras nações. 
Originalmente, esta edição da Copa do Mundo ocorreria entre 9 de fevereiro de 26 de março de 2023. Contudo, e em razão da pandemia provocada pela COVID-19, o mesmo acabou sendo postergado para o período compreendido entre 5 de outubro e 19 de novembro do mesmo ano.
A seleção da Inglaterra derrotou a Nova Zelândia na final da edição passada, tendo conquistando desta maneira o seu primeiro título da Copa do Mundo de Críquete. Como detentora do título, terminou o mundial de 2023 na sétima colocação, cuja decisão foi entre a então invicta Índia e a Austrália, partida a qual consagrou os australianos com o sexto título de sua história nesta competição.

## Bastidores
O Conselho de Críquete do Paquistão (PCB) ameaçou boicotar esta competição, depois que o Conselho de Controle do Críquete na Índia (BCCI) se recusou a enviar um time para a Copa da Ásia de 2023, com sede em solo paquistanês. Este problema foi resolvido em junho de 2023, depois que o Conselho Asiático de Críquete anunciou que a citada competição continental seguiria adiante usando o modelo híbrido proposto pelo PCB, no qual nove das treze partidas sendo disputadas no Sri Lanka.

## Qualificação e regulamento

### Regras gerais
Assim como ocorreu na edição anterior deste evento, dez foram os países participantes da competição.
Na condição de nação anfitriã, a Índia recebeu qualificação automática para a Copa do Mundo de 2023. Além dela, os sete melhores colocados do 2020–23 ICC Cricket World Cup Super League garantiram presença direta para esta competição. As duas últimas vagas serão decididas na Qualificação Mundial de 2023 (em inglês: 2023 Cricket World Cup Qualifier), que foi sediada no Zimbabwe e contou com a presença de dez seleções participantes. Por sua vez, uma série de disputas a serem realizadas na ICC Men’s Challenge Leagues A and B é que determinou metade dos participantes da qualificação mundial que foi sediada em solo africano.
Esta foi a primeira vez na qual as Índias Ocidentais não se qualificaram a uma Copa do Mundo de Críquete, fato este constituído logo após a derrota para a Escócia durante a qualificatória mundial, que mais tarde foi derrotada pelos Países Baixos na disputa por uma das duas vagas ofertadas para o citado evento. Zimbabwe e Irlanda também não lograram classificar-se ao mundial de 2023, sendo que o Sri Lanka ficou com a vaga em disputa.

### Países participantes
Segue-se, abaixo, a lista dos países que se fazem presentes nesta competição.
| África              | Américas             | Ásia                                                                              | Europa                               | Oceania                             |
| ------------------- | -------------------- | --------------------------------------------------------------------------------- | ------------------------------------ | ----------------------------------- |
| - África do Sul [1] | - sem representantes | - Afeganistão [1] - Bangladesh [1] - Índia (sede) - Paquistão [1] - Sri Lanka [2] | - Inglaterra [1] - Países Baixos [2] | - Austrália [1] - Nova Zelândia [1] |

Convenções: [1] - equipes qualificadas via 2020–23 ICC Cricket World Cup Super League; [2] - equipes qualificadas via 2023 Cricket World Cup Qualifier.

### Regulamento
Para a fase inicial, foi adotado o sistema de pontos corridos na disputa deste evento, na qual os dez países participantes jogaram entre si ao longo de nove rodadas.
As quatro melhores seleções se qualificaram às semifinais, cujo sistema de partidas foi feito pelo cruzamento olímpico até a decisão da competição, que ocorreu em 19 de novembro de 2023.
Os sete primeiros colocados da fase inicial se classificaram para a 2025 ICC Champions Trophy, a ser sediada no Paquistão. Caso este país encerrasse sua campanha em uma destas colocações, abriria uma vaga extra para a citada competição.

### Premiação
O Conselho Internacional de Críquete declarou que, para a premiação desta competição, serão distribuídos no total a cifra de US$ 10 milhões, sendo este valor o mesmo entregue nas últimas duas edições anteriores deste evento. A distribuição foi feita de acordo com o posicionamento final de cada equipe participante, conforme abaixo apresentado:
- Campeão: US$ 4 milhões.
- Vice-campeão: US$ 2 milhões.
- Derrotados nas semifinais: US$ 800 mil (cada).
- Vitórias em partidas da primeira fase: US$ 40 mil (cada).
- Equipes que não avançarem além da primeira fase: US$ 100 mil (cada).

## Classificação geral

### Primeira fase
| Time          | J | V | D | E | SR | PLC    | Pts |
| ------------- | - | - | - | - | -- | ------ | --- |
| Índia         | 9 | 9 | 0 | 0 | 0  | +2.570 | 18  |
| África do Sul | 9 | 7 | 2 | 0 | 0  | +1.261 | 14  |
| Austrália     | 9 | 7 | 2 | 0 | 0  | +0.841 | 14  |
| Nova Zelândia | 9 | 5 | 4 | 0 | 0  | +0.743 | 10  |
| Paquistão     | 9 | 4 | 5 | 0 | 0  | -0.199 | 8   |
| Afeganistão   | 9 | 4 | 5 | 0 | 0  | -0.336 | 8   |
| Inglaterra    | 9 | 3 | 6 | 0 | 0  | -0.572 | 6   |
| Bangladesh    | 9 | 2 | 7 | 0 | 0  | -1.087 | 4   |
| Sri Lanka     | 9 | 2 | 7 | 0 | 0  | -1.419 | 4   |
| Países Baixos | 9 | 2 | 7 | 0 | 0  | -1.825 | 4   |

Atualização: 12 de novembro de 2023, via ICC.
- Critérios de pontuação: 1) vitória = 2; 2) empate ou SR = 1; 3) derrota = 0.
- Critérios de desempate: 1) pontos; 2) vitórias; 3) taxa de PLC; 4) resultados obtidos em partidas de equipes empatadas; 5) ranking anterior ao início da competição.
- O Paquistão está automaticamente classificado para a 2025 ICC Champions Trophy como país sede do evento.[20]

### Fase final
O Conselho Internacional de Críquete havia decidido que, caso o Paquistão se classificasse para as semifinais, sua partida seria no Eden Gardens em Calcutá. Com a Índia classificando-se para tal fase, o local da partida acabou sendo o Estádio Wankhede em Mumbai. Em uma hipotética semifinal envolvendo Paquistão e Índia, a partida seria disputada no Eden Gardens, em Calcutá. Todas as partidas eliminatórias tiveram um dia de pausa entre elas.
|  | Semifinal                                 | Semifinal |       |  | Final                                             | Final |  |
|  |                                           |           |       |  |                                                   |       |  |
|  | 15 de novembro – Estádio Wankhede, Mumbai |           |       |  |                                                   |       |  |
|  | Índia                                     | 397/4     |       |  |                                                   |       |  |
|  | Nova Zelândia                             | 327       |       |  |                                                   |       |  |
|  |                                           |           |       |  |                                                   |       |  |
|  |                                           |           |       |  | 19 de novembro – Estádio Narendra Modi, Ahmedabad |       |  |
|  |                                           |           |       |  | Índia                                             | 240   |  |
|  |                                           | Austrália | 241/4 |  |                                                   |       |  |
|  |                                           |           |       |  |                                                   |       |  |
|  |                                           |           |       |  |                                                   |       |  |
|  |                                           |           |       |  |                                                   |       |  |
|  | 16 de novembro – Eden Gardens, Calcutá    |           |       |  |                                                   |       |  |
|  | África do Sul                             | 212       |       |  |                                                   |       |  |
|  | Austrália                                 | 215/7     |       |  |                                                   |       |  |

#### Semifinais
| 15 de novembro de 2023 |       |                                                                  |               |           |  |  |
|                        | Índia | 397/4 (50 overs) - 327 (48.5 overs) Índia venceu por 70 corridas | Nova Zelândia | Relatório |  |  |

| 16 de novembro de 2023 |               |                                                                      |           |           |  |  |
|                        | África do Sul | 212 (49.4 overs) - 215/7 (47.2 overs) Austrália venceu por 3 wickets | Austrália | Relatório |  |  |

#### Decisão
| 19 de novembro de 2023 |       |                                                                  |           |           |  |  |
|                        | Índia | 240 (50 overs) - 241/4 (43 overs) Austrália venceu por 6 wickets | Austrália | Relatório |  |  |

## Estatísticas
Ao final da competição, alguns recordes foram consolidados, estando os mesmos presentes mais abaixo. Os dados foram atualizados ao término deste evento, em 19 de novembro de 2023.
- Mais corridas:  Virat Kohli = 765;  Rohit Sharma = 597;  Quinton de Kock = 594;  Rachin Ravindra = 578;  Daryl Mitchell = 552.
- Mais wickets:  Mohammed Shami = 24;  Adam Zampa = 23;  Dilshan Madushanka = 21;  Gerald Coetzee = 20;  Jasprit Bumrah e  Shaheen Afridi = 18.

### Campeão
| Copa do Mundo de Críquete de 2023 2023 ICC Cricket World Cup |
| ------------------------------------------------------------ |
| Austrália (6º título)                                        |

## Ligação externa
- Site oficial do Conselho Internacional de Críquete (em inglês)